# NGC 5454
NGC 5454 (другие обозначения — UGC 8997, MCG 3-36-42, ZWG 103.64, KCPG 412B, PGC 50192) — линзообразная галактика (S0) в созвездии Волопас.
Этот объект входит в число перечисленных в оригинальной редакции «Нового общего каталога».